# Féminisation des noms de rue à Genève

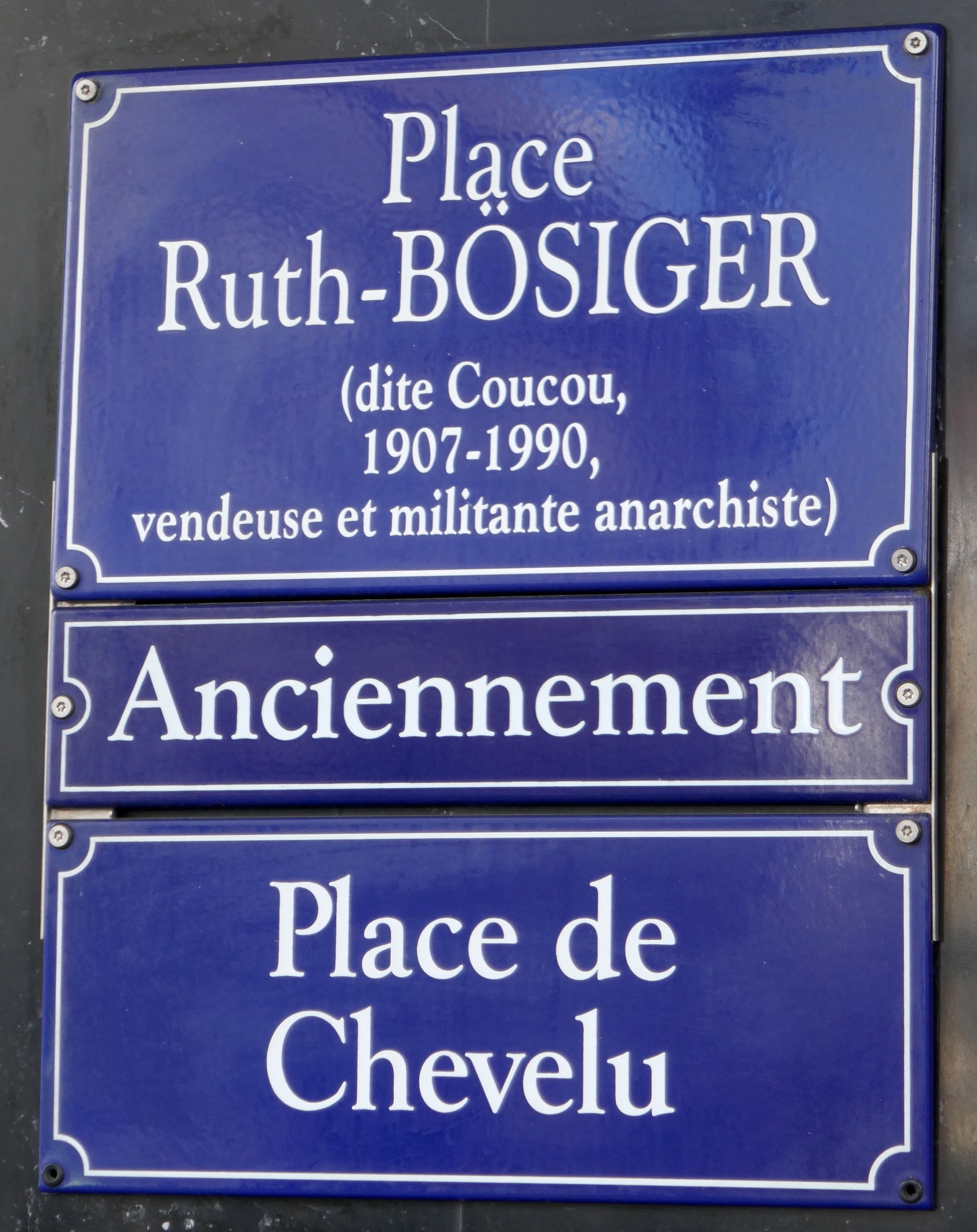
Place Ruth-Bösiger, renommée officiellement en septembre 2020.

 La féminisation des noms de rue à Genève est une série d'actions visant à renommer les rues genevoises, qui a démarré en 2019 devant le constat du faible nombre (7 %) de noms de voies nommées d'après des femmes.
D'abord lancée à titre de sensibilisation, avec le projet « 100Elles* », qui a vu l'apposition provisoire d'une centaine des plaques violettes au-dessous des dénominations en vigueur, elle s'est poursuivie avec le nommage ou le renommage officiel de 29 artères ou places entre 2020 et 2023 par la ville de Genève, qui a notamment pris appui sur le travail biographique de ce projet.
Le processus fait notamment suite à des réflexions préalables de 2005 et à une motion de 2016 non contraignante en termes de renommage, suggérant un rééquilibrage des noms en vue d'une plus grande égalité entre hommes et femmes.

## Antécédents

### XXesiècle
Jusqu'à la première moitié du XXe siècle, seules deux voire trois rues de la ville de Genève portent le nom d'une femme (contre 200 noms de rue se référant clairement à un homme) : la rue Madame-de-Staël et le chemin de la doctoresse Champendal, auxquels on peut encore ajouter la rue Royaume.
Après l'accession des femmes au droit de vote au niveau fédéral en 1971 (accordé en 1959 au niveau cantonal à Genève), la rue de Monnetier est renommée rue Émilie-Gourd en 1972.
En 1989 apparaît la nouvelle rue Isabelle-Eberhardt, puis en 1996 la nouvelle rue Marie-Brechbühl. L'année 1996 voit aussi le renommage d'une rue en rue Michée-Chauderon.

### Premières publications
En 2005, les historiennes Erica Deuber Ziegler et Natali Tikhonov font paraître un ouvrage intitulé Les femmes dans la mémoire de Genève, du XVe au XXe siècle, qui dresse le portrait de 86 figures féminines du passé. 
La même année, le Service cantonal pour la promotion de l’égalité entre homme et femme publie une brochure dans laquelle il recense les 20 rues du canton, dont 10 en ville de Genève, qui portent le nom de femmes, contre 560 qui portent le nom d'un homme ou d'une famille, et fait des propositions pour en créer d'autres,. 
Jusqu'en 2010, cinq rues sont féminisées dans le canton,, puis plus aucune jusqu'en 2016.

### Première motion cantonale
En février 2016, la députée Verte au Grand Conseil du canton de Genève Delphine Klopfenstein dépose une motion intitulée « pour davantage de rues aux noms de personnalités féminines ». Constatant que sur les 700 rues du canton portant le nom d'une personnalité (sur 3 263 au total), seules 31 portent celui d'une femme, cette motion vise à modifier le règlement cantonal, qui favorise depuis 2012 les noms toponymiques courts et n'autorise qu'à titre exceptionnel le nom de personnalités, « afin qu’on puisse à nouveau honorer facilement des personnages marquants en leur vouant des rues et afin que les baptêmes à venir favorisent les femmes ». 
Selon l'auteur de la motion, « Les noms de rues sont une manière de s’approprier l’espace public, que se partagent tant les hommes que les femmes et où ces dernières doivent aussi être représentées. ».
Le texte est adopté à l'unanimité en mars 2017,,.

## Projet initial 100Elles*

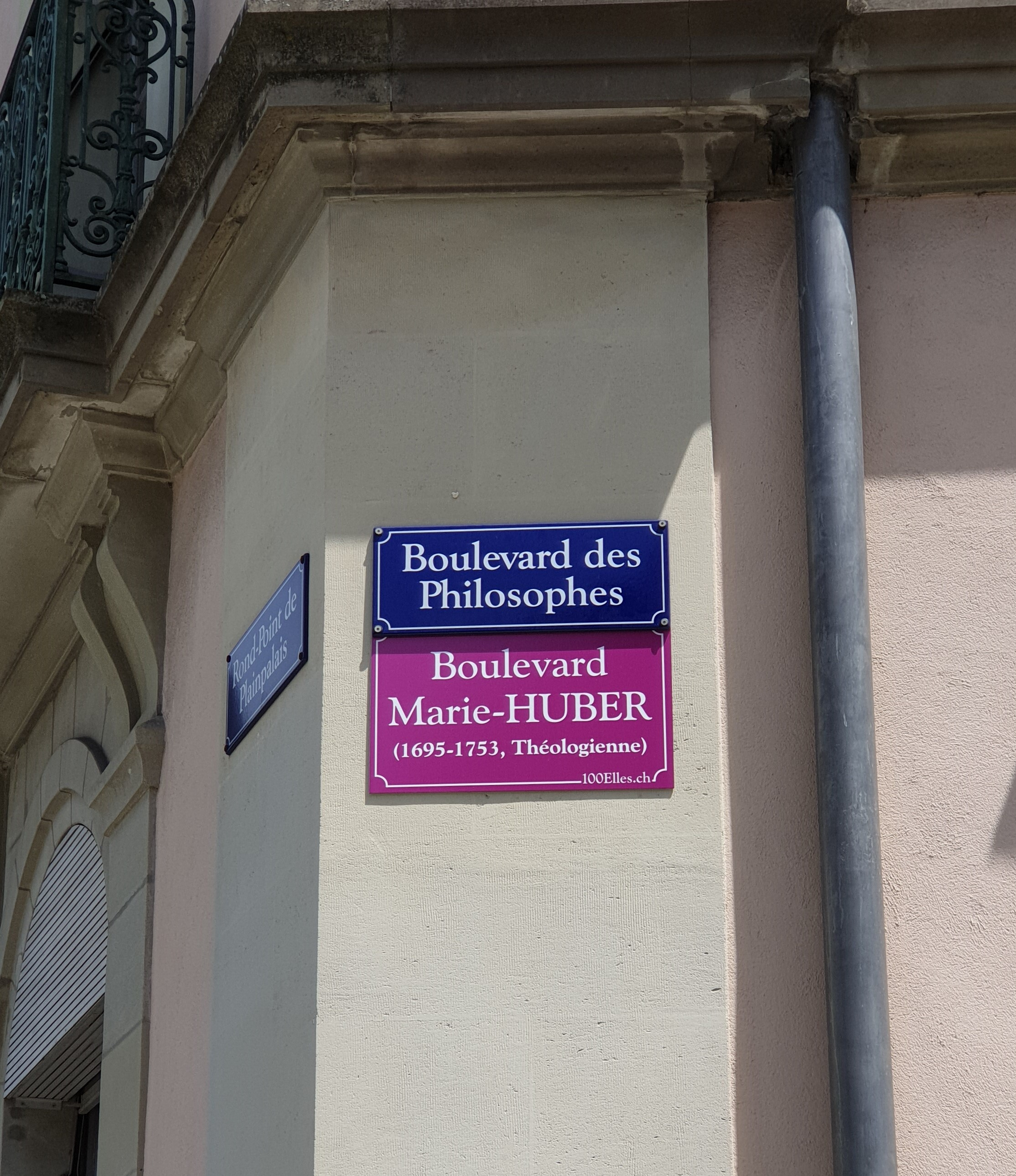
L'une des plaques alternatives déposées dans le cadre du projet des 100Elles* : mention Boulevard Marie-Huber, en dessous du nom officiel du Boulevard des philosophes.

Le projet de sensibilisation 100Elles*, est lancé à l'été 2018. Il est mené, en partenariat avec la ville de Genève, par une association féministe, l'Escouade,, qui mandate un groupe de onze historiennes de l'Université de Genève pour rédiger les biographies de 100 femmes liées à Genève ou à la Suisse et décédées depuis plus de 10 ans. Il part du constat que seuls 41 des 548 — soit 7 % — noms de voies de la ville de Genève nommées d'après des personnes portent le nom d'une femme. Selon un des membres de l'association, ce déséquilibre ne répond pas à des critères de sélection objectifs et symbolise la domination masculine dans l'histoire. Le projet a par ailleurs un volet inclusif, les femmes choisies ayant « différentes origines ethniques, orientations sexuelles, classes sociales, et métiers ».
À partir de ces biographies sont créées des plaques de rue alternatives de couleur violette, destinées à être apposées provisoirement en dessous du nom officiel de cent rues ou places. La mise en place des panneaux — de mars 2019 à juin 2020 — se fait par série de 10 tous les 15 jours, dans 10 quartiers qui se voient chacun assigner un thème spécifique.
Le projet s'inspire de précédents ayant eu lieu à Bruxelles depuis 2015, ou à Paris lors de la journée des droits des femmes en 2019, mais il va plus loin, en publiant les biographies sur son site, et en organisant des visites guidées à travers la ville.
Les 100 biographies documentées dans le cadre du projet sont publiées dans un ouvrage en 2020, sous le titre 100Elles*. Pour une féminisation de la mémoire collective genevoise, avec des illustrations de dix graphistes de la Haute école d'art et de design de Genève.

## Renommages officiels
En mars 2019, la députée d'Ensemble à gauche au Grand Conseil du canton de Genève Jocelyne Haller, soutenue par le Parti socialiste, Les Verts et le Parti démocrate-chrétien, dépose une motion « pour une reconnaissance dans l’espace public du rôle joué par les femmes dans l’histoire genevoise »,. Souhaitant pérenniser le projet 100Elles* et constatant les résultats minimes de la précédente motion qui ne présentait pas de caractère contraignant, elle invite le Conseil d'État « à renommer, dans un délai de trois ans, au moins cent rues ou places d’importance du canton avec des noms de personnalités féminines » « en s'appuyant notamment sur le projet 100Elles* ». Le texte est adopté en juin de la même année, une semaine avant la Grève des femmes, par 46 oui, 5 non et 24 abstentions.
Après approbation par le Conseil d'État, 10 premières rues et places de la ville de Genève, sur les 14 proposées, font l'objet d'un renommage au 15 septembre 2020. Ces renommages s'inscrivent dans un plan d’action municipal « Objectif zéro sexisme dans ma ville », dont l'une des actions emblématiques avait consisté à féminiser la moitié des panneaux de signalisation des passages piétons en janvier de la même année,,. Neuf autres rues et places, à nouveau sur 14 proposées, suivent au 1er juin 2022,. Les neuf dernières, sur 16 proposées, sont décidées en 2023 et entrent en vigueur le 1er janvier 2024.
Il s'agit quelquefois d'ajouter simplement, dans le cas de couples, le nom de l'épouse ou de la sœur à celui du mari ou du frère, comme dans le cas de la présidente de la Croix-Rouge genevoise, Alice Favre, avec une « Avenue William-Favre » devenant « Avenue Alice-et-William Favre »,. Parmi les voies renommées, l'une d'elles ne fait pas référence à une femme, mais à la date d'inscription dans la Constitution fédérale du principe d'égalité entre hommes et femmes, et à celle des grèves féministes ou de femmes qui sont organisées chaque année à cette date anniversaire : il s'agit du parc du 14-Juin.
Une plaque indiquant l'ancien nom des rues renommées est apposée sous les nouvelles dénominations.
En décembre 2024, après trois échecs, la dénomination proposée par la Ville de Genève, place Grisélidis Réal dans « son » quartier des Pâquis, est validée par le Conseil d’État,.

## Résistances et critères d'acceptation
Le projet initial 100Elles* se heurte à des oppositions, et 25 des plaques violettes apposées sont volées, avec une intensification des vols lorsque la première phase de nommages ou renommages officiels est annoncée. 
Les propositions de renommage, qui ne sont actées que si elles ont fait la preuve de leur large acceptation, notamment auprès des habitants des quartiers concernés, font pour certaines l'objet de résistances,. Le nom de Grisélidis Réal en particulier est refusé à trois reprises, la troisième fois après une pétition des habitants du quartier,. Ces résistances peuvent résulter d'un désaccord politique, comme en témoignent lors d'un précédent en 2008 des dissensions au sein du Conseil d'État entourant le renommage de la rue de l'Hôpital en rue Gabrielle Perret-Gentil : les représentants des Hôpitaux universitaires de Genève auraient préféré un nom d'homme et le choix d'une obstétricienne engagée dans la lutte pour la légalisation de l'avortement ne faisait pas l'unanimité. Une partie des habitants de la rue du Midi, rebaptisée rue Julia-Chamoral, masquent la plaque affichant le nouveau nom ou l'affublent de faux panneaux humoristiques, et continuent en janvier 2024 à s'opposer au renommage. 
En mars 2020, l'Association pour l'étude de l'histoire régionale, dont le but est de promouvoir l'histoire de Genève et de sa région, fait part de son inquiétude face à la première vague de renommage planifiée par la ville. Elle estime que la féminisation de l'espace public, à laquelle elle n'est pas opposée, « doit se faire avec méthode, dans le respect de la loi et de la mémoire historique », sans précipitation et sans choisir des femmes « qui n'ont qu'un lien ténu avec Genève ». 
Le processus est rejeté par une partie de la droite, qui dit apprécier l'idée mais pas la méthode. Une candidate aux municipales et membre du Mouvement citoyen genevois, qui habite la rue Jean-Violette, proposée à un renommage, invoque « l’instrumentalisation politique genrée de l’espace public » et lance une pétition s'attaquant au projet dans son ensemble. Une autre candidate aux élections municipales, membre du Parti libéral-radical, estime en 2020 que le projet de renommage couperait les habitants de leurs racines, et menace d'attaquer le projet en justice. 
Un député UDC, Guy Mettan, demande en septembre 2023, via le dépôt d'un projet de loi, que les renommages obtiennent une majorité d'accords écrits des riverains avant de pouvoir être adoptés. En décembre 2023, le Conseil d'État durcit les critères d'acceptation, en excluant les rues « pour lesquelles la population résidente a manifesté des oppositions au changement », ce qui pour le maire de Genève Alfonso Gomez risque de mettre un coup d'arrêt au processus, sachant que la ville estime avoir fait sa part, avec 29[à vérifier] changements, et qu'aucune autre ville du canton n'a demandé de renommage.
En octobre 2024, lors d'un conseil municipal de la ville de Genève, une motion propose qu’une majorité des rues du futur quartier Praille-Acacias-Vernets (PAV) porte un nom féminin. Une conseillère municpale, membre de l'UDC, s'y oppose, arguant qu'« Il n’y a pas de raison d'avoir des noms de rue de femmes ! On donne un nom de rue pour des causes, des choses valables mais pas parce que l’on a des cheveux longs. ». La motion est toutefois adoptée par 54 voix contre 6.

## Une action s'inscrivant dans un cadre plus global
Cette féminisation des noms de rue s'inscrit dans une réflexion plus globale de lutte contre le sexisme, dans le cadre d'un plan d’action « Objectif zéro sexisme dans ma ville ». Visant à redonner de la visibilité aux femmes, il s'accompagne d'autres mesures telles que le remplacement de la moitié des 500 panneaux de signalisation routière représentant uniquement des hommes, « sous prétexte de neutralité », par des panneaux représentant des femmes, qu'elles soient actives, âgées, enceintes ou en couple,. Cette opération provoque, lors de sa mise en place, de fortes réactions de rejet.